# Embryo Records
Embryo Records fue un sello discográfico de jazz y rock fundado por Herbie Mann como una división de Atlantic Records, distribuido a su vez por la filial de Atlantic Cotillion Records.  El sello lanzó álbumes en los años 1969 a 1977.

## Discografía
| #     | Álbum                               | Artista                                    | Año  |
| ----- | ----------------------------------- | ------------------------------------------ | ---- |
| SD520 | Stone Flute                         | Herbie Mann                                | 1970 |
| SD521 | Uptown Conversation                 | Ron Carter                                 | 1970 |
| SD522 | Brute Force                         | Brute Force                                | 1970 |
| SD523 | Gypsy Cry                           | Attila Zoller                              | 1970 |
| SD524 | Infinite Search                     | Miroslav Vitous                            | 1969 |
| SD525 | Inside an Hour Glass                | Arnie Lawrence and Children of All Ages    | 1970 |
| SD526 | Muscle Shoals Nitty Gritty          | Herbie Mann                                | 1970 |
| SD527 | The Fifth Word                      | Jerry Novac A/K/A/ Novac Noury             | 1970 |
| SD528 | Just Guitar                         | Sandy Nassan                               | 1970 |
| SD529 | Circles                             | William S. Fischer                         | 1971 |
| SD530 | Live at the Frankfurt Jazz Festival | Phil Woods and his European Rhythm Machine | 1971 |
| SD531 | Memphis Two-Step                    | Herbie Mann                                | 1971 |
| SD532 | Push Push                           | Herbie Mann                                | 1971 |
| SD533 | '71 (Unreleased)                    | Herbie Mann                                | 1971 |
| SD535 | First Serve                         | Danny Toan                                 | 1977 |
| SD536 | Up                                  | Morrissey–Mullen                           | 1977 |
| SD730 | The Floating Opera                  | The Floating Opera                         | 1971 |
| SD731 | Pepper's Pow Wow                    | Jim Pepper                                 | 1971 |
| SD732 | Zero Time                           | Tonto's Expanding Head Band                | 1971 |
| SD733 | Air                                 | Air                                        | 1971 |
| SD734 | Comin' Outta the Ghetto             | Chris Hills & Everything Is Everything     | 1971 |